# Paljuv
Paljuv falu Horvátországban Zára megyében. Közigazgatásilag Novigradhoz tartozik.

## Fekvése
Zára központjától légvonalban 23 km-re, közúton 32 km-re keletre, községközpontjától 5 km-re délnyugatra Dalmácia északi részén, a Novigradi-tengertől 2 km-re délre fekszik.

## Története
A település első írásos említése 1576-ban történt. Neve a latin „paludo” szóból ered, amely mocsarat, sáros helyet jelent. Az első itt letelepedő család a Portada volt, amely 500 évvel ezelőtt Pag szigetéről érkezett ide. Története szorosan kapcsolódik a szomszédos Novigradhoz, melyhez évszázadokig tartozott. 1797-ig a Velencei Köztársaság része volt, majd miután a francia seregek felszámolták a Velencei Köztársaságot osztrák csapatok szállták meg. 1809-ben az Első Francia Császárság Illír Tartományának része lett. 1815-ben a bécsi kongresszus újra Ausztriának adta, amely a Dalmát Királyság részeként Zárából igazgatta 1918-ig. A településnek 1857-ben 215, 1910-ben 229 lakosa volt. Az első világháborút követően előbb a Szerb–Horvát–Szlovén Királyság, majd Jugoszlávia része lett. A második világháborút követően, különösen az 1970-es évektől sok lakosa vándorolt ki külföldre és a nagyobb városokba. A honvédő háború idején már kezdettől fogva állandó támadásoknak volt kitéve, majd 1992 elején szerb csapatok foglalták el. A horvát hadsereg 1993. január 25-én a „Maslenica” hadművelet során szabadította fel a települést. A délszláv háború harcaiban 1993-ban nyolc helyi lakos esett el. 2011-ben 371 lakosa volt, akik főként mezőgazdasággal, állattenyésztéssel foglalkoztak. 2013-ban felépítették új templomukat. A településnek területi iskolája, kulturális és művészeti egyesülete van.

## Lakosság
| Lakosság változása | Lakosság változása | Lakosság változása | Lakosság változása | Lakosság változása | Lakosság változása | Lakosság változása | Lakosság változása | Lakosság változása | Lakosság változása | Lakosság változása | Lakosság változása | Lakosság változása | Lakosság változása | Lakosság változása | Lakosság változása |
| ------------------ | ------------------ | ------------------ | ------------------ | ------------------ | ------------------ | ------------------ | ------------------ | ------------------ | ------------------ | ------------------ | ------------------ | ------------------ | ------------------ | ------------------ | ------------------ |
| 1857               | 1869               | 1880               | 1890               | 1900               | 1910               | 1921               | 1931               | 1948               | 1953               | 1961               | 1971               | 1981               | 1991               | 2001               | 2011               |
| 215                | 0                  | 188                | 81                 | 166                | 229                | 394                | 382                | 572                | 640                | 659                | 602                | 634                | 481                | 355                | 371                |

## Nevezetességei
Mária a keresztények segítője tiszteletére szentelt temploma 2013-ban épült, 2014. december 7-én szentelte fel Želimir Puljić zárai érsek. Egyhajós épület, hosszúsága 20, szélessége 12 méter, harangtornya a homlokzattól jobbra áll.